# Microcalicha chosenibia
Microcalicha chosenibia là một loài bướm đêm trong họ Geometridae.